# Le Rituel des Musgrave (film, 1912)
Pour plus de détails, voir Fiche technique et Distribution.
Le Rituel des Musgrave (The Musgrave Ritual) est un film franco-britannique réalisé par Georges Tréville, sorti en 1912.

## Synopsis
Sherlock Holmes enquête sur la disparition mystérieuse du maître d'hôtel de M. Musgrave, et d'un bijou précieux. Il découvre alors un message mystérieux...

## Fiche technique
- Titre français : Le Rituel des Musgrave
- Titre anglais : The Musgrave Ritual
- Réalisation : Georges Tréville
- Scénario d'après la nouvelle Le Rituel des Musgrave d'Arthur Conan Doyle
- Société de production : Société Française des Films Éclair, Franco-British Film Company
- Société de distribution :  France : Société Française des Films Éclair
- Pays d’origine : France, Royaume-Uni
- Langue originale : français, anglais
- Format : Noir et blanc — 35 mm — 1,33:1 — film muet
- Métrage : 393 m (2 bobines ; 1290 pieds)
- Genre : film policier
- Durée : 13 minutes
- Dates de sortie :
  -  Royaume-Uni : novembre 1912

## Distribution
- Georges Tréville : Sherlock Holmes
- Mr. Moyse : Docteur Watson